# Dobroslava
Dobroslava é um município da Eslováquia, situado no distrito de Svidník, na região de Prešov. Tem 5,58 km² de área e sua população em 2018 foi estimada em 47 habitantes.

## Demografia
| Ano:        | 1994 | 2004    | 2014    | 2024 |
| ----------- | ---- | ------- | ------- | ---- |
| Broj ljudi: | 56   | 39      | 28      | 49   |
| Razlika:    |      | -30,35% | -28,20% | +75% |

| Ano:               | 2023 | 2024 |
| ------------------ | ---- | ---- |
| Número de pessoas: | 50   | 49   |
| Diferença:         |      | -2%  |